# Yoshikazu Sugata
Yoshikazu Sugata (japanisch 菅田 順和 Sugata Yoshikazu; * 4. Dezember 1953 in Miyagi) ist ein ehemaliger japanischer Radrennfahrer.

## Sportliche Laufbahn
Sugata war im Bahnradsport aktiv und Spezialist für den Sprint und Keirinrennen. Bei den Bahnradsport-Weltmeisterschaften 1977 gewann er beim Sieg seines Landsmannes Kōichi Nakano die Silbermedaille im Sprint der Berufsfahrer. Bei den Bahnradsport-Weltmeisterschaften 1976 hatte er die Bronzemedaille im Sprint gewonnen.
Er besuchte die Nippon Keirin School, an der japanischen Bahnradfahrer im Keirinrennen zu Radprofis ausgebildet wurden. 1975 gelang ihm sein erster Sieg in einem Keirinrennen. 1977 siegt er im Keirin Festival All Japan Rookie Championship. 2011 trat er vom aktiven Sport zurück.

## Familiäres
Sein Sohn Kazuhiro Sugata wurde ebenfalls Radprofi. 